# Martín Codax
Martín Codax, o Martim Codax (fl. XIII-XIV secolo), è stato un giullare (jogral, compositore ed esecutore non nobile, in contrapposizione a trobador) medievale galiziano, forse originario di Vigo.

## Biografia e opere
A giudicare dall'analisi scrittologica, egli potrebbe essere stato attivo durante la metà del XIII secolo (Monteagudo 2008). Martín è uno degli unici due su un totale di 88 autori di cantigas de amigo ad usare solo la forma strofica arcaica aaB (un distico rimato seguito da un ritornello), impiegando inoltre un sistema di rime arcaico tramite cui i~o / a~o vengono utilizzati in strofe alternate.  Inoltre Martin Codax schiera coerentemente una precisa tecnica parallelistica nota come leixa-pren (vedi esempio sottostante; l'ordine della terza e quarta strofa è invertito nel  Pergaminho Vindel, ma appare  corretto nel Cancioneiro da Biblioteca Nacional e nel Cancioneiro da Vaticana). Le sue date, tuttavia, restano sconosciute e non vi è inoltre nessun'informazione biografica documentale in merito al poeta.
Il corpo dell'opera attribuito a lui è costituito da sette cantigas d'amigo conservate nei canzonieri galiziano-portoghesi e nella pergamena Vindel. In tutti e tre i manoscritti egli viene elencato come autore delle composizioni, e in tutti e tre il numero e l'ordine delle canzoni è lo stesso. Questo fornisce un'importante prova a sostegno dell'ipotesi che l'ordine delle canzoni degli altri poeti nei cancioneiros (canzonieri) non sarebbe automaticamente stato rigettato come casuale o attribuito a successivi compilatori.  Piuttosto, l'identità delle poesie e il loro ordine in tutte le attestazioni dà sostegno all'ipotesi che le sette canzoni di Codax riflettano un modo di esecuzione originale, e che possano essere state organizzate per l'esecuzione anche le serie delle poesie di qualche altro poeta.
Questa pergamena venne scoperta in modo fortuito: venne trovata a Madrid dal libraio antiquario e bibliofilo Pero Vindel tra il suo materiale bibliotecario nel 1913; venne usata come copertina di una copia del De Officiis di  Cicerone.
Le poesie di Martim Codax che appaiono nella pergamena sono le seguenti (intitolate ed elencate tramite il loro primo verso):
- Ondas do mar de Vigo
- Mandad'ey comigo
- Mia irmana fremosa treydes comigo
- Ay Deus, se sab'ora meu amigo
- Quantas sabedes amar amigo
- Eno sagrad' en Vigo
- Ay ondas que eu vin veer

Nella pergamena Vindel, insieme ai testi, si conserva la notazione musicale (sebbene con lacune), tranne che nella sesta poesia. Sono le uniche cantigas de amigo delle quali si conosce la musica e (se Codax fosse stato in realtà galiziano) le uniche canzoni secolari galiziane medievali (vedi Cantigas de Santa Maria).  Il Pergaminho Sharrer contiene sette melodie per le cantigas de amor di Dionigi del Portogallo, anch'esse in forma frammentaria.

## Duecantigasdi Martín Codax
Qui riportiamo la prima e la terza delle sue canzoni nell'edizione critica di Cohen.
se vistes meu amigo?

e ai Deus, se verrá cedo?

Ondas do mar levado,

se vistes meu amado?

e ai Deus, se verrá cedo?

Se vistes meu amigo?

o por que eu sospiro;

e ai Deus, se verrá cedo?

Se vistes meu amado?

o por que ei gran coidado;

e ai Deus, se verrá cedo?»
vedeste il mio amico?

E, oh Dio, verrà presto?

Onde del mare agitato,

vedeste il mio amato?

E, oh Dio, verrà presto?

Vedeste il mio amico,

lui per il quale sospiro?

E, oh Dio, verrà presto?

Vedeste il mio amato

lui per il quale ho gran pena?

E, oh Dio, verrà presto?»
(Martín Codax, Ondas do mar de Vigo

Testo da Cohen, "500 Cantigas d’Amigo", Porto, 2003, p. 513)
a la igreja de Vigo u é o mar salido

e miraremos las ondas.

Mia irmana fremosa, treides de grado

a la igreja de Vigo u é o mar levado

e miraremos las ondas.

A la igreja de Vigo u é o mar salido

e verrá i mia madre e o meu amigo

e miraremos las ondas.

A la igreja de Vigo u é o mar levado

e verrá i mia madre e o meu amado

e miraremos las ondas.»
alla chiesa di Vigo dov'è il mare in tempesta,

e guarderemo le onde.

Mia graziosa sorella, vieni di buon grado

alla chiesa di Vigo, dove il mare si è alzato,

e guarderemo le onde.

Alla chiesa di Vigo, dov'è il mare in tempesta,

e verrà mia madre e il mio amico,

e guarderemo le onde.

Alla chiesa di Vigo, dove il mar si è levato,

e verrà mia madre e il mio amato,

e guarderemo le onde.»
(Martín Codax, Mia irmana fremosa, treides comigo.

Testo, leggermente modificato, da Cohen, "500 Cantigas d’Amigo", Porto, 2003, p. 515)